# Riksdagen 1823
Riksdagen 1823 hölls i Stockholm.

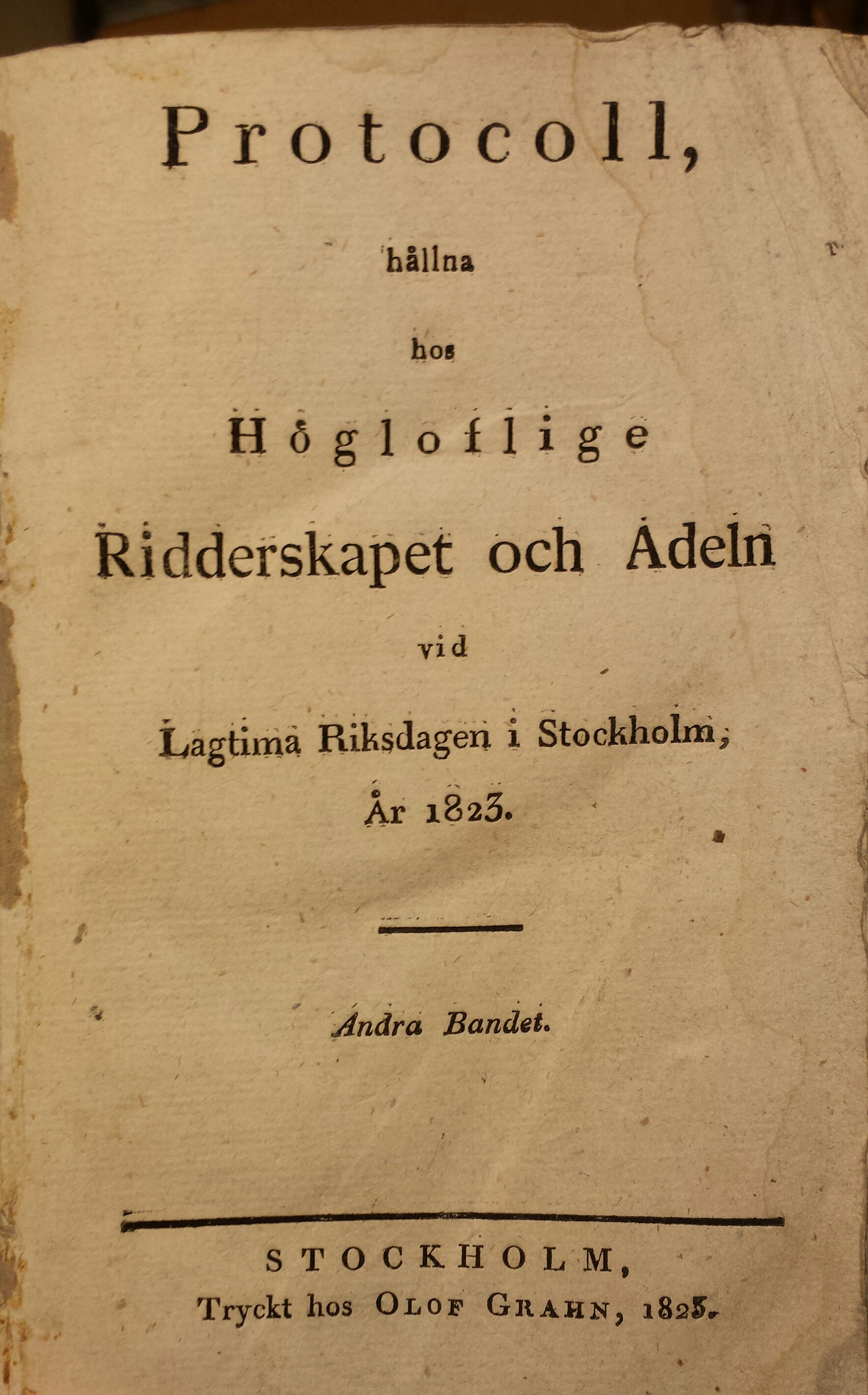
Ridderskapet och adelns tryckta protokoll från 1823 års riksdag.

Ständerna samlades i Stockholm den 15 januari 1823. Till Ridderskapet och Adelns lantmarskalk (talman) utsågs Carl De Geer. Prästeståndets talman var ärkebiskopen Carl von Rosenstein, Borgarståndets talman var direktör Hans Niclas Schwan och Bondeståndets talman var hemmansägaren fil.mag. Anders Hyckert från Uppland.
Riksdagen avslutades den 22 december 1823. 1823 års riksdag skildrades av Johan Hagander, riksdagsman för borgarståndet, i skriften Minnesteckningar och skildringar till upplysning om Sveriges politiska och sociala samhällsskick som gavs ut år 1863.

## Riksdagsmän
- Prästeståndets ledamöter vid riksdagen 1823

### Fotnoter
1. ↑  “Den regala bränneritiden är länge sedan förbi, så att man nu ej behöfwer bråka sin hjerna med calculer öfwer behofwet av utländsk spannmåls införskrifning dertill, och ändtligen hafwa, wid 1823 års riksdag, de då qwarwarande krono brännerier i Stockholm blifwit utdömda och nedlaggda.” (Ur Stockholms Stads Historia, från stadens anläggning till närwarande tid, utgiven av Nils Lundequist på Zacharias Hæggströms förlag)
2. ↑  ”Minnesteckningar och skildringar till upplysning om Sveriges politiska och sociala samhällsskick / af H., f.d. representant i borgareståndet.”. libris.kb.se. Kungliga biblioteket (KB). https://libris.kb.se/bib/2683756. Läst 25 februari 2022.